# Luzaide
Luzaide en basque ou  Valcarlos en espagnol, est un village et une municipalité de la Communauté forale de Navarre, dans le nord de l'Espagne.
Elle est située dans la zone bascophone de la province où la langue basque est coofficielle avec l'espagnol. Elle est une halte alternative sur le Camino navarro du Pèlerinage de Saint-Jacques-de-Compostelle, lorsque le mauvais temps ou l'enneigement du sol ne permet pas de passer par les hauteurs pyrénéennes du col de Lepoeder.

## Toponymie

### Le toponyme Luzaide
Luzaide signifie « long chemin » en basque et selon Jean-Baptiste Orpustan : « le premier élément est ici le mot luze ou luza- “long”,et pour le second on peut penser à une forme réduite de bide “chemin”, qui nommerait la longueur très réelle de ce passage jusqu’au col et davantage vers l’habitat ancien du val d'Erro navarrais »
Luçaide 1110,1284, Luçayde 1284

### Le toponyme Valcarlos
Vallis Karoli 1119, la Val Carlos 1264, Vaill Carlos 1306

## Géographie

### Situation
La commune se situe au cœur des Pyrénées navarraises, sur le versant nord des Pyrénées.
Elle est isolée du reste de la Navarre par le col de Roncevaux (1 057 m).

### Communes limitrophes
- au nord, Arnéguy (France) (poste frontière entre la N-135 et la RD 933 sur le "pont international" enjambant la Nive d'Arnéguy) et Lasse (France)
- à l'ouest Orbaizeta et Banca (France)
- au sud Roncevaux et Auritz-Burguete

## Administration
| Date d'élection | Identité              | Parti        |
| --------------- | --------------------- | ------------ |
| 2003            | Juan José Camino      | Aralar       |
| 2007            | Fernando Alzón Aldave | Luzaidegatik |

## Histoire
La ville s'appelait Luzaide (nom conservé en basque) avant de prendre, au XIIe siècle, le nom de Valcarlos, « val de Charlemagne. »
Deux relais-hôpitaux y sont mentionnés dès 1271 : la maison Irauzketa aux murs épais correspond à l’ancien hôpital Saint Jean d'Irauzketa, près de l'église actuelle et Gorosgarai, plus haut dans la montée, appartenant au monastère de Roncevaux.
La Casa de Reclusa était une auberge pour l’accueil des pèlerins.
En 1366, il est fait mention d'une tour fortifiée Erredorea qui ne devait laisser passer aucun étranger, fût-il pèlerin.
La commune d'Arnéguy était à l'origine et jusqu'au XVIIIe siècle, un quartier de Luzaide.
Le 29 novembre 1793 a lieu le combat de la Cayde.

## Culture et patrimoine

### Langues
Luzaide est situé dans la zone bascophone de la province où la langue basque est coofficielle avec l'espagnol. En 2011, 67,2% de la population de Luzaide ayant 16 ans et plus avait le basque comme langue maternelle. La population totale située dans la zone bascophone en 2018, comprenant 64 municipalités dont Luzaide, était bilingue à 60.8%, à cela s'ajoute 10.7% de bilingues réceptifs.
Bien que situé en Navarre, la situation géographique de Luzaide-Valcarlos fait que le basque parlé historiquement est à classifier dans le bas-navarrais oriental comme dans la ville de Saint-Jean-Pied-de-Port en Basse-Navarre,.

### Division linguistique
En accord avec Loi forale 18/1986 du 15 décembre sur le basque, la Navarre est linguistiquement divisée en trois zones. Cette municipalité fait partie de la zone bascophone où l'utilisation du basque y est majoritaire.
Le basque et le castillan sont utilisés dans l'administration publique, les médias, les manifestations culturelles et en éducation cependant l'usage courant du basque y est majoritaire et encouragé le plus souvent.

### Le pèlerinage de Compostelle
Le village est situé sur une variante du Camino navarro pour le pèlerinage de Saint-Jacques-de-Compostelle, à privilégier par mauvais temps ou sol enneigé.
Après Arnéguy, dernier jalon en France, les étapes suivantes sont le col de Roncevaux puis le village de Roncevaux avec sa collégiale royale.

### Sources et bibliographie
- (es) Cet article est partiellement ou en totalité issu de l’article de Wikipédia en espagnol intitulé « Valcarlos » (voir la liste des auteurs).
- Grégoire, J.-Y. & Laborde-Balen, L. , « Le Chemin de Saint-Jacques en Espagne - De Saint-Jean-Pied-de-Port à Compostelle - Guide pratique du pèlerin », Rando Éditions, mars 2006,  (ISBN 2-84182-224-9)
- « Camino de Santiago St-Jean-Pied-de-Port - Santiago de Compostela », Michelin et Cie, Manufacture Française des Pneumatiques Michelin, Paris, 2009,  (ISBN 978-2-06-714805-5)
- « Le Chemin de Saint-Jacques Carte Routière », Junta de Castilla y León, Editorial Everest